# Czerwona (Zawory)
Czerwona (niem. Rote Höhe) - szczyt ok. 565 m n.p.m. w południowo-zachodniej Polsce, w Sudetach Środkowych, w Górach Stołowych, w paśmie Zaworów.
Góra położona jest w południowo-zachodniej części Zaworów. Kończy od południa krótki grzbiet o przebiegu równoległym do głównego pasma, w którym na północy znajduje się Złota Góra.
Masyw zbudowany jest z permskich piaskowców i mułowców barwy czerwonej.
Masyw zajęty jest przez zagajniki, łąki i pastwiska.